# Agnese di Faucigny
Agnese di Faucigny, suo jure signora di Faucigny (1215 circa – 11 agosto 1268), fu contessa consorte di Savoia, in quanto moglie del conte Pietro II di Savoia, dal 1263 al 1268, anno della morte di quest'ultimo e suo jure signora di Faucigny.

## Origine
Agnese, secondo lo storico francese, Samuel Guichenon, nel suo Histoire généalogique de la royale maison de Savoie, era figlia di Aimone II, signore di Faucigny mentre della madre non si conoscono né il nome né gli ascendenti; ma, dal testamento di Agnese, datato 9 agosto 1268, che cita la sorella, Beatrice (dominæ Beatrici dominæ de Thoria et Villario sorori suæ), e Simone de Joinville (Simoni de Joinville dom. de Jaiz fratri suo), fratellastro suo e di Beatrice, figlio di Beatrice d'Auxonne, signora di Mernay (Beatrix dame de Mernay ma mere), come si legge nel documento n° 45 del Cartulaire de Hugues de Chalon (1220-1319), si deduce che la madre di fu Beatrice d'Auxonne, figlia di Stefano, conte d'Auxonne e di Beatrice contessa di Chalon, come da documento n° 254 del Jean de Joinville et les seigneurs de Joinville.
Aimone II di Faucigny, secondo il documento n° 589 del Regeste genevois, era figlio di Enrico signore di Faucigny e della moglie Contesson di Ginevra, figlia del conte di Ginevra, Amedeo I.

## Biografia

### Gioventù

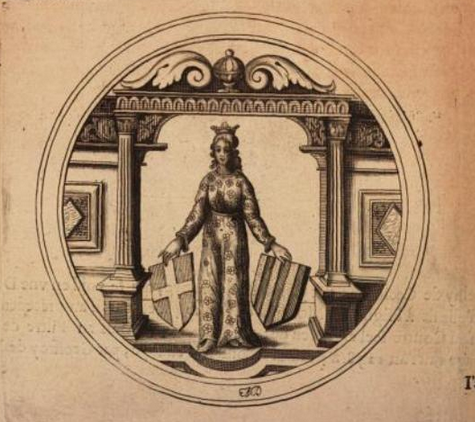
Agnese di Faucigny nella "Histoire généalogique de la royale Maison de Savoie" (1660)

Agnese era la figlia primogenita, aveva una sorella minore, Beatrice, e un fratello illegittimo, Aimone;  i suoi genitori, si erano sposati nel 1210 circa e avevano divorziato verso il 1220.
Il padre, nel 1231, si era sposato, in seconde nozze, con Flotte di Royans, dalla quale non aveva avuto figli, mentre la madre, nel 1224, si era sposata in seconde nozze con Simone signore di Joinville e gli aveva dato sei figli, tra cui Jean de Joinville, biografo del re di Francia, Luigi IX il Santo e Simone, citato nel testamento della sorellastra, Agnese.
Suo padre, Aimone II (Aymo dominus Fuciniaci), nel 1234, dopo aver fidanzato Agnese con Pietro di Savoia, figlio del conte di Savoia, Tommaso I (Petro de Sabaudia filio condam Thome Comit. Sabaud.) fece testamento e in assenza di figli maschi legittimi, dichiarò Agnese (Agnetem filiam suam) sua erede universale, riservando la dote per la seconda figlia, Beatrice (alterius filiarum suarum Beatricis).

### Matrimonio
Promessa in sposa nel febbraio del 1234, Agnese si sposò con Pietro di Savoia poco dopo il 25 giugno 1236, dopo che Pietro aveva rinunciato definitivamente alla carriera ecclesiastica; secondo Samuel Guichenon, Agnese, nel 1237, sposò Pietro di Savoia, che, ancora secondo Samuel Guichenon, era figlio di Tommaso I, Conte di Savoia, d'Aosta e di Moriana, e della moglie, Margherita o forse Beatrice, che secondo la Chronica Albrici Monachi Trium Fontium era figlia del Conte di Ginevra, Guglielmo I e della signora di Faucigny, Beatrice.
Nel 1236, una nipote di Pietro, Eleonora di Provenza, figlia di sua sorella Beatrice, aveva sposato il re di Inghilterra, Enrico III, e quindi era regina d'Inghilterra, e riuscì, negli anni successivi a far accogliere a corte diverse persone provenienti dalla Provenza, ma soprattutto dalla Savoia, tra gli altri suoi tre zii, Bonifacio, assieme ai fratelli, Pietro e Guglielmo (†1239), vescovo di Valence e rettore di Vienne; Bonifacio divenne arcivescovo di Canterbury, mentre Pietro che aveva ricevuto l'Onore di Richmond, nel 1240, secondo il monaco benedettino inglese, cronista della storia inglese, Matteo di Parigi, arrivò in Inghilterra nel 1241 e diede una grande festa; e nel maggio di quello stesso anno, Pietro, ancora secondo i Charter Rolls of Henry III, ricevette in dono dal re suo nipote, altri feudi e signorie.
Ancora secondo il Complete Peerage (non consultato), in quegli anni, sino al 1249, suo marito, Pietro continuò a ricevere omaggi da re suo nipote, tra cui il titolo di Lord guardiano dei cinque porti e una casa a Londra, nel luogo dove oggi sorge il Savoy Hotel; la casa di Londra, secondo i Charter Rolls of Henry III, che era vicino al Tamigi gli fu regalata nel 1246.
Agnese, nel 1253, succedette suo jure al padre nella signoria di Faucigny.
Nel 1255, suo marito, Pietro fece un testamento in favore soprattutto della figlia, Beatrice, della nipote Eleonora, del fratello Filippo e della moglie, Agnese, come da documento n° 407 del Peter der Zweite, Graf von Savoyen, Markgraf in Italien.
Nel 1262, Agnese fece un primo testamento nel mese di ottobre, indicando come eredi sia il marito, Pietro, sia la figlia, Beatrice, disponendo che Beatrice e il marito Ghigo VII, fossero suoi eredi per un terzo delle sue proprietà, mentre gli altri due terzi andavano al marito, Pietro; ma nel mese di novembre lo corresse, confermando la spartizione di un terzo e due terzi specificando però, che, alla figlia e al genero andavano solo i territori, esclusi i castelli e altre fortificazioni che spettavano al marito, Pietro.
Nel 1263, il conte di Savoia, nipote di suo marito, Pietro, Bonifacio, fu attaccato alle porte di Torino dalle truppe del comune di Asti, che lo sconfissero e lo fecero prigioniero e dove morì per le ferite riportate.
Non essendo ancora sposato, Bonifacio non aveva eredi, e la successione sarebbe spettata ai figli maschi del fratello di Pietro, il duca Tommaso II; anche le sorelle di Bonifacio avanzarono pretese.
Quando seppe del decesso di Bonifacio di Savoia, Pietro si trovava dunque in Inghilterra, ma rientrò immediatamente nei domini sabaudi, in quanto i Savoia non avevano ancora recepito la legge salica e, come tradizione, la nomina del nuovo conte avveniva a seguito di un'assemblea familiare; alla fine, il conte di Richmond e di Romont, suo marito, Pietro, riuscì a farsi riconoscere conte di Savoia, ottenendo il titolo, nonostante fosse solamente lo zio del defunto conte e Amedeo IV avesse lasciato volontà testamentaria che, in caso di morte di Bonifacio, il trono dovesse passare al figlio primogenito di Tommaso II, Tommaso III.
Quindi suo marito, Pietro, subentrò come XIII conte di Savoia nel 1263, e lei, in quanto sua consorte, diventò contessa di Savoia.
L'anno dopo, nel 1264, sua cognata, Beatrice, contessa consorte di Provenza e di Forcalquier, nel suo testamento indicò come suoi eredi i fratelli, Bonifacio, arcivescovo di Canterbury e Pietro(fratrum suorum Bonifacii archiepiscopi Cantuar. et Petri comitis Sabaudiæ) e citò anche Agnese (Agneti comitissæ Sabaudiæ dominiæ Fuciniaci).
Anche suo marito, Pietro, in quell'anno, fece testamento, lasciando come erede la figlia, Beatrice e il genero, Ghigo VII, delfino del Viennois, della nipote Eleonora, del fratello Filippo e della moglie, Agnese (Agneti conjugi suæ).
Suo marito Pietro, nel 1268, fece un ultimo testamento dove chiedeva di essere sepolto ad Altacomba e designava suo successore nella contea il fratello Filippo e inoltre specificava i diversi lasciti per tutti gli altri parenti, inclusa la moglie, Agnese (uxori nostre Agneti domine Fucigniaci), come da documento n° 749 del Peter der Zweite, Graf von Savoyen, Markgraf in Italien, .
Suo marito, Pietro II, il Piccolo Carlo Magno, si spense a Pierre-Châtel, il 16 maggio 1268, senza eredi maschi e perciò lo stato sabaudo venne ereditato dal fratello Filippo I di Savoia, mentre Pietro venne tumulato nell'Abbazia di Altacomba, in Savoia.

### Morte
Agnese il 9 agosto 1268, fece il suo ultimo testamento, dove confermò sua erede universale la figlia Beatrice (Beatricem comitissam Viennensem et Albonensem filiam suam) destinando un lascito alla sorella, Beatrice (dominæ Beatrici dominæ de Thoria et Villario sorori suæ), e al fratellastro Simone de Joinville (Simoni de Joinville dom. de Jaiz fratri suo) e dispose di essere sepolta a Faucigny.
Agnese morì l'11 agosto 1268 e fu sepolta nell'Abbazia di Contamine-sur-Arve, a Faucigny.

## Figli
Agnese a Pietro ebbe una figlia:
- Beatrice di Faucigny (1237 – 1310), andata sposa nel 1253 a Ghigo VII, delfino del Viennois (1225 – 1269) e successivamente, nel 1273 a Gastone VII di Moncade (1225 – 1290), visconte di Béarn[28].

### Fonti primarie
- (LA)  Matthæi Parisiensis, Monachi Sancti Albani, Chronica Majorar, vol. IV.
- (LA)  Matthæi Parisiensis, Monachi Sancti Albani, Chronica Majorar, vol. V.
- (LA)  Monumenta Germaniae Historica, Scriptores, tomus XXIII.
- (LA)  Calendar of the Charter Rolls of Henry III
- (LA)  Peter der Zweite, Graf von Savoyen, Markgraf in Italien
- (FR)  Jean de Joinville et les seigneurs de Joinville
- (FR)  Regeste genevois
- (FR)  Cartulaire de Hugues de Chalon (1220-1319)

### Letteratura storiografica
- E.F. Jacob, "Inghilterra : Enrico III", in Storia del mondo medievale, vol. VI, 1999, pp. 198–234
- (FR)  Histoire de Savoie, d'après les documents originaux,... par Victor ... Flour de Saint-Genis. Tome 1
- (FR)  Histoire généalogique de la royale maison de Savoie, justifiée par titres, ..par Guichenon, Samuel
- (FR)  Histoire de la Maison de Savoie
- Nicolas Carrier - "La Vie Montagnard en Faucigny a la Fin du Moyen-Âge" (2001).
- M. A. Pollock - "Scotland, England and France After the Loss of Normandy, 1204-1296" (2005).